# Torneo Apertura 2014 (Honduras)
El Torneo Apertura 2014 fue la sexagésima sexta (66.ª) edición de la Liga Nacional de Honduras, siendo el primer torneo de la Temporada 2014-15. Comenzó a disputarse el día 1 de agosto y culminó el 20 de diciembre de 2014.
El campeón disputó la Concacaf Liga Campeones 2015-16 y la Supercopa de Honduras 2015 (Apertura). 
En la final ocurrió algo histórico, pues Diego Vázquez (DT de Motagua), quien fue jugador del director técnico de la Real Sociedad, el colombiano Horacio Londoño en el Vida allá en el 2007, le ganó la serie y se coronó campeón.

## Sistema de competición

### Fase de clasificación
En la fase de clasificación se observará el sistema de puntos. La ubicación en la tabla general está sujeta a lo siguiente:
- Por juego ganado se obtendrán tres puntos.
- Por juego empatado se obtendrá un punto.
- Por juego perdido no se otorgan puntos.

El campeonato se jugará con un sistema de «Todos contra Todos» entre los diez equipos participantes. Los partidos estarán definidos en 18 jornadas, y al finalizar las mismas los primeros dos lugares clasificarán de manera automática a las semifinales, mientras que los equipos que ocuparon el 3°, 4°, 5° y 6° puesto tendrán que jugar la «Liguilla final» (repechajes) en partidos de ida y vuelta; el resto de los equipos quedará sin ninguna opción a pelear por el título.

### Fase final
La fase final se definirá por las siguientes etapas:
- Repechajes
- Semifinales
- Final

A las semifinales clasificarán los dos equipos vencedores de la «Liguilla final» y los antes clasificados de manera directa. Cada uno de estos cuatro equipos se enfrentarán en dos partidos (ida y vuelta) y el que logre anotar el mayor número de goles obtendrá un cupo en la «Gran Final». De existir empate en el número de goles anotados, la clasificación se definirá a través del Reglamento, es decir, el equipo que haya anotado el mayor número de goles en condición de visitante.
Disputarán el título de Campeón del Torneo de Apertura 2014 los dos clubes vencedores de la fase semifinal correspondiente, reubicándolos del uno al dos, de acuerdo a su mejor posición en la Tabla de Clasificación al término de la jornada 18.

## Información de los equipos

### Ascenso y descenso
| Pos | a la Liga Nacional |
| --- | ------------------ |
| 1º  | Honduras Progreso  |

| Pos | a la Liga de Ascenso |
| --- | -------------------- |
| 10º | Deportes Savio       |

### Equipos participantes
| Equipo            | Ciudad         | Entrenador             | Estadio                                                           | Aforo                | Primera participación |
| ----------------- | -------------- | ---------------------- | ----------------------------------------------------------------- | -------------------- | --------------------- |
| Olimpia           | Tegucigalpa    | Héctor Vargas          | Tiburcio Carías Andino                                            | 35,000               | 1965                  |
| Motagua           | Tegucigalpa    | Diego Vásquez          | Tiburcio Carías Andino                                            | 35,000               | 1965                  |
| Real España       | San Pedro Sula | Javier Delgado         | General Francisco Morazán                                         | 20,000               | 1965                  |
| Marathón          | San Pedro Sula | Héctor Castellón       | General Francisco Morazán Olímpico Metropolitano Yankel Rosenthal | 20,000 40,000 15,000 | 1965                  |
| Vida              | La Ceiba       | Ramón Maradiaga        | Municipal Ceibeño                                                 | 20,000               | 1965                  |
| Victoria          | La Ceiba       | Jorge Ernesto Pineda   | Municipal Ceibeño                                                 | 20,000               | 1968                  |
| Platense          | Puerto Cortés  | Carlos Martínez Pineda | Excelsior                                                         | 15,000               | 1965                  |
| Real Sociedad     | Tocoa          | Horacio Londoño        | Francisco Martínez Durón                                          | 10,000               | 2012                  |
| Parrillas One     | Siguatepeque   | Hernán García Martínez | Roberto Martínez Ávila                                            | 4,000                | 2013                  |
| Honduras Progreso | El Progreso    | Wilmer Cruz            | Humberto Micheletti                                               | 5,000                | 1965                  |

### Cambios de entrenadores
| Equipo                  | Entrenador saliente | Jornadas | Nuevo entrenador       | Jornadas |
| ----------------------- | ------------------- | -------- | ---------------------- | -------- |
| Real España             | Hernán Medford      | 1        | Javier Delgado Prado   | 2 -      |
| Parrillas One           | Douglas Munguía     | 1 - 7    | Leo Asís Paz*          | 8        |
| Club Deportivo Victoria | Cristian Guaita     | 1 - 8    | Jorge Ernesto Pineda   | 9 -      |
| Parrillas One           | Leo Asís Paz*       | 8        | Hernán García Martínez | 9 -      |
| Real Sociedad           | Mauro Reyes         | 1 - 10   | Rafael Núñez*          | 11       |
| Real Sociedad           | Rafael Núñez*       | 11       | Carlos Varela*         | 12       |
| Real Sociedad           | Carlos Varela*      | 12       | Horacio Londoño        | 13 -     |

* interinato

### Equipos por departamento
| Honduras Progreso Motagua Olimpia Real Sociedad Real España Marathón Vida Victoria Platense Parrillas One \| Departamento \| N.º \| Equipos \| \| ----------------- \| --- \| -------------------------------- \| \| Cortés \| 3 \| Marathón, Platense y Real España \| \| Atlántida \| 2 \| Victoria y Vida \| \| Francisco Morazán \| 2 \| Motagua y Olimpia \| \| Yoro \| 1 \| Honduras Progreso \| \| Colón \| 1 \| Real Sociedad \| \| Comayagua \| 1 \| Parrillas One \| |     |                                  |
| Departamento | N.º | Equipos                          |
| Cortés | 3   | Marathón, Platense y Real España |
| Atlántida | 2   | Victoria y Vida                  |
| Francisco Morazán | 2   | Motagua y Olimpia                |
| Yoro | 1   | Honduras Progreso                |
| Colón | 1   | Real Sociedad                    |
| Comayagua | 1   | Parrillas One                    |

## Calendario

### Fase de clasificación
| Real España   | 3 - 2 | Parrillas One     | Morazán                  | 1 de agosto  | 19:00 |
| Olimpia       | 0 - 2 | Honduras Progreso | Carlos Miranda           | 2 de agosto  | 17:00 |
| Platense      | 3 - 2 | Victoria          | Excelsior                | 3 de agosto  | 16:00 |
| Real Sociedad | 1 - 1 | Motagua           | Francisco Martínez Durón | 3 de agosto  | 14:00 |
| Vida          | 3 - 1 | Marathón          | Ceibeño                  | 27 de agosto | 19:00 |

| Parrillas One | 2 - 1 | Vida              | Morazán   | 9 de agosto  | 16:30 |
| Marathón      | 1 - 1 | Real Sociedad     | Morazán   | 9 de agosto  | 18:30 |
| Victoria      | 2 - 2 | Olimpia           | Ceibeño   | 9 de agosto  | 19:00 |
| Motagua       | 4 - 1 | Honduras Progreso | Nacional  | 10 de agosto | 16:00 |
| Platense      | 3 - 3 | Real España       | Excelsior | 10 de agosto | 16:00 |

| Honduras Progreso | 1 - 0 | Real Sociedad | Humberto Micheletti    | 15 de agosto | 19:00 |
| Marathón          | 0 - 1 | Victoria      | Olímpico Metropolitano | 16 de agosto | 18:00 |
| Vida              | 0 - 0 | Real España   | Ceibeño                | 16 de agosto | 19:00 |
| Parrillas One     | 1 - 1 | Olimpia       | Roberto Martínez Ávila | 17 de agosto | 15:00 |
| Motagua           | 2 - 0 | Platense      | Nacional               | 17 de agosto | 16:00 |

| Honduras Progreso | 1 - 1 | Platense      | Humberto Micheletti      | 22 de agosto | 19:00 |
| Vida              | 1 - 2 | Victoria      | Ceibeño                  | 23 de agosto | 19:00 |
| Real Sociedad     | 1 - 2 | Parrillas One | Francisco Martínez Durón | 24 de agosto | 14:00 |
| Olimpia           | 4 - 0 | Marathón      | Nacional                 | 24 de agosto | 16:00 |
| Real España       | 5 - 0 | Motagua       | Francisco Morazán        | 24 de agosto | 17:00 |

| Platense      | 4 - 1 | Parrillas One     | Excelsior                | 30 de agosto | 19:00 |
| Victoria      | 1 - 2 | Honduras Progreso | Ceibeño                  | 30 de agosto | 19:00 |
| Real Sociedad | 0 - 2 | Vida              | Francisco Martínez Durón | 31 de agosto | 14:00 |
| Motagua       | 1 - 4 | Olimpia           | Nacional                 | 31 de agosto | 16:00 |
| Marathón      | 2 - 3 | Real España       | Francisco Morazán        | 31 de agosto | 17:00 |

| Honduras Progreso | 1 - 1 | Marathón      | Humberto Micheletti    | 5 de septiembre  | 19:00 |
| Vida              | 0 - 1 | Motagua       | Ceibeño                | 6 de septiembre  | 19:00 |
| Parrillas One     | 3 - 3 | Victoria      | Roberto Martínez Ávila | 7 de septiembre  | 14:00 |
| Olimpia           | 5 - 0 | Platense      | Estadio Nacional       | 7 de septiembre  | 16:00 |
| Real España       | 0 - 0 | Real Sociedad | Francisco Morazán      | 24 de septiembre | 19:00 |

| Platense      | 4 - 1 | Vida              | Excelsior              | 13 de septiembre | 19:00 |
| Victoria      | 1 - 1 | Real Sociedad     | Ceibeño                | 13 de septiembre | 19:00 |
| Parrillas One | 1 - 3 | Honduras Progreso | Roberto Martínez Ávila | 14 de septiembre | 15:00 |
| Motagua       | 0 - 1 | Marathón          | Carlos Miranda         | 14 de septiembre | 15:00 |
| Real España   | 2 - 1 | Olimpia           | Francisco Morazán      | 28 de septiembre | 17:00 |

| Marathón          | 2 - 1 | Parrillas One | Francisco Morazán        | 20 de septiembre | 18:00 |
| Victoria          | 0 - 2 | Motagua       | Ceibeño                  | 20 de septiembre | 19:00 |
| Real Sociedad     | 1 - 0 | Platense      | Francisco Martínez Durón | 21 de septiembre | 14:00 |
| Olimpia           | 3 - 1 | Vida          | Estadio Nacional         | 21 de septiembre | 16:00 |
| Honduras Progreso | 2 - 2 | Real España   | Humberto Micheletti      | 21 de septiembre | 17:00 |

| Vida          | 2 - 0 | Honduras Progreso | Ceibeño                  | 27 de septiembre | 19:00 |
| Real Sociedad | 2 - 0 | Olimpia           | Francisco Martínez Durón | 1 de octubre     | 15:00 |
| Platense      | 0 - 0 | Marathón          | Excelsior                | 1 de octubre     | 19:00 |
| Real España   | 3 - 2 | Victoria          | Francisco Morazán        | 1 de octubre     | 19:00 |
| Motagua       | 1 - 1 | Parrillas One     | Estadio Nacional         | 1 de octubre     | 19:00 |

| Honduras Progreso | 2 - 2 | Olimpia       | Humberto Micheletti    | 4 de octubre | 19:00 |
| Victoria          | 0 - 0 | Platense      | Ceibeño                | 4 de octubre | 19:00 |
| Marathón          | 1 - 1 | Vida          | Francisco Morazán      | 5 de octubre | 17:30 |
| Parrillas One     | 3 - 2 | Real España   | Roberto Martínez Ávila | 5 de octubre | 15:00 |
| Motagua           | 4 - 1 | Real Sociedad | Estadio Nacional       | 5 de octubre | 16:00 |

| Honduras Progreso | 1 - 1 | Motagua       | Humberto Micheletti      | 10 de octubre  | 19:00 |
| Vida              | 1 - 3 | Parrillas One | Ceibeño                  | 11 de octubre  | 19:00 |
| Olimpia           | 3 - 0 | Victoria      | Estadio Nacional         | 12 de octubre  | 16:00 |
| Real Sociedad     | 3 - 0 | Marathón      | Francisco Martínez Durón | 12 de octubre  | 14:00 |
| Real España       | 2-1   | Platense      | Estadio Olímpico         | 5 de noviembre | 19:00 |

| Real Sociedad | 2-1   | Honduras Progreso | Francisco Martínez Durón | 15 de octubre | 14:00 |
| Victoria      | 1 - 1 | Marathón          | Ceibeño                  | 15 de octubre | 19:00 |
| Olimpia       | 3 - 0 | Parrillas One     | Estadio Nacional         | 15 de octubre | 19:00 |
| Platense      | 2 - 1 | Motagua           | Excelsior                | 15 de octubre | 19:00 |
| Real España   | 1 - 2 | Vida              | Francisco Morazán        | 15 de octubre | 19:00 |

| Platense      | 4 - 4 | Honduras Progreso | Excelsior              | 18 de octubre | 19:00 |
| Victoria      | 2 - 2 | Vida              | Ceibeño                | 18 de octubre | 19:00 |
| Marathón      | 2 - 2 | Olimpia           | Yankel Rosenthal       | 18 de octubre | 15:30 |
| Parrillas One | 2 - 2 | Real Sociedad     | Roberto Martínez Ávila | 19 de octubre | 15:00 |
| Motagua       | 5 - 0 | Real España       | Estadio Nacional       | 19 de octubre | 16:00 |

| Honduras Progreso | 3 - 2 | Victoria      | Humberto Micheletti    | 24 de octubre | 19:00 |
| Vida              | 1 - 1 | Real Sociedad | Ceibeño                | 25 de octubre | 19:00 |
| Parrillas One     | 0 - 2 | Platense      | Roberto Martínez Ávila | 26 de octubre | 14:00 |
| Olimpia           | 0 - 1 | Motagua       | Estadio Nacional       | 26 de octubre | 16:00 |
| Real España       | 0 - 2 | Marathón      | Estadio Olímpico       | 27 de octubre | 19:00 |

| Victoria      | 1 - 0 | Parrillas One     | Ceibeño                  | 29 de octubre   | 19:00 |
| Real Sociedad | 0 - 1 | Real España       | Francisco Martínez Durón | 30 de octubre   | 14:00 |
| Motagua       | 1 - 2 | Vida              | Estadio Nacional         | 30 de octubre   | 16:00 |
| Platense      | 1 - 0 | Olimpia           | Excelsior                | 30 de octubre   | 19:00 |
| Marathón      | 1 - 2 | Honduras Progreso | Estadio Olímpico         | 12 de noviembre | 19:00 |

| Honduras Progreso | 5 - 2 | Parrillas One | Humberto Micheletti      | 1 de noviembre | 19:30 |
| Real Sociedad     | 5 - 0 | Victoria      | Francisco Martínez Durón | 2 de noviembre | 14:00 |
| Marathón          | 2 - 0 | Motagua       | Yankel Rosenthal         | 2 de noviembre | 15:30 |
| Olimpia           | 2 - 1 | Real España   | Estadio Nacional         | 2 de noviembre | 16:00 |
| Vida              | 0 - 0 | Platense      | Ceibeño                  | 2 de noviembre | 17:00 |

| Motagua       | 2 - 1 | Victoria          | Estadio Nacional         | 8 de noviembre | 19:00 |
| Vida          | 2 - 4 | Olimpia           | Ceibeño                  | 8 de noviembre | 19:00 |
| Real España   | 1 - 0 | Honduras Progreso | Francisco Morazán        | 8 de noviembre | 19:00 |
| Parrillas One | 1 - 1 | Marathón          | Roberto Martínez Ávila   | 8 de noviembre | 15:00 |
| Platense      | 1 - 1 | Real Sociedad     | Francisco Martínez Durón | 9 de noviembre | 16:00 |

| Honduras Progreso | 3 - 3 | Vida          | Humberto Micheletti    | 15 de noviembre | 19:00 |
| Olimpia           | 0 - 2 | Real Sociedad | Estadio Nacional       | 15 de noviembre | 19:00 |
| Marathón          | 1 - 0 | Platense      | Yankel Rosenthal       | 15 de noviembre | 19:00 |
| Victoria          | 1 - 1 | Real España   | Ceibeño                | 15 de noviembre | 19:00 |
| Parrillas One     | 1 - 1 | Motagua       | Roberto Martínez Ávila | 15 de noviembre | 19:00 |

## Tabla general
Simbología:

PJ: partidos jugados.

G: partidos ganados.

E: partidos empatados.

P: partidos perdidos.

GF: goles a favor.

GC: goles en contra.

Pts: puntos acumulados.

|                                                |     | Equipo            | PJ | G | E | P | GF | GC | Pts |
| ---------------------------------------------- | --- | ----------------- | -- | - | - | - | -- | -- | --- |
|                                                | 1.  | Real España       | 18 | 8 | 5 | 5 | 30 | 28 | 29  |
|                                                | 2.  | Olimpia           | 18 | 8 | 4 | 6 | 36 | 22 | 28  |
|                                                | 3.  | Motagua           | 18 | 8 | 4 | 6 | 30 | 25 | 28  |
|                                                | 4.  | Honduras Progreso | 18 | 7 | 7 | 4 | 34 | 30 | 28  |
|                                                | 5.  | Real Sociedad     | 18 | 7 | 6 | 5 | 25 | 18 | 27  |
|                                                | 6.  | Platense          | 18 | 6 | 6 | 6 | 27 | 27 | 24  |
|                                                | 7.  | Marathón          | 18 | 5 | 7 | 6 | 20 | 25 | 22  |
|                                                | 8.  | Vida              | 18 | 5 | 6 | 7 | 26 | 30 | 21  |
|                                                | 9.  | Parrillas One     | 18 | 4 | 6 | 8 | 27 | 38 | 18  |
|                                                | 10. | Victoria          | 18 | 3 | 7 | 8 | 22 | 34 | 16  |
| Última actualización: 12 de noviembre de 2014. |     |                   |    |   |   |   |    |    |     |

Fuente: Tabla de posiciones de la Liga Nacional de Honduras Archivado el 11 de agosto de 2014 en Wayback Machine.
|  | Clasificado directo a Semifinales            |
|  | Clasificado a la Liguilla final (Repechajes) |
|  | Último Lugar                                 |

## Fase final
|  | Repechajes | Repechajes        | Repechajes | Repechajes | Repechajes |  |  | Semifinales | Semifinales   | Semifinales | Semifinales | Semifinales |  |  | Final | Final         | Final | Final | Final |
|  |            |                   |            |            |            |  |  |             |               |             |             |             |  |  |       |               |       |       |       |
|  |            |                   |            |            |            |  |  | 1           | Real España   | 0           | 1           | 1           |  |  |       |               |       |       |       |
|  | 4          | Honduras Progreso | 0          | 4          | 4          |  |  | 5           | Real Sociedad | 2           | 0           | 2           |  |  |       |               |       |       |       |
|  | 5          | Real Sociedad     | 1          | 3          | 4          |  |  |             |               |             |             |             |  |  | 5     | Real Sociedad | 0     | 1     | 1     |
|  |            |                   |            |            |            |  |  |             |               |             |             |             |  |  | 3     | Motagua       | 0     | 2     | 2     |
|  |            |                   |            |            |            |  |  | 2           | Olimpia       | 0           | 1           | 1           |  |  |       |               |       |       |       |
|  | 3          | Motagua           | 2          | 2          | 4          |  |  | 3           | Motagua       | 1           | 1           | 2           |  |  |       |               |       |       |       |
|  | 6          | Platense          | 1          | 1          | 2          |  |  |             |               |             |             |             |  |  |       |               |       |       |       |

#### Repechajes
| 19 de noviembre de 2014 | Real Sociedad       | 1:0     | Honduras Progreso | Francisco Martínez Durón, Tocoa |  |
|                         | González 55' (pen.) | Reporte |                   |                                 |  |

| 22 de noviembre de 2014 | Honduras Progreso                                    | 4:3     | Real Sociedad                       | Humberto Micheletti, El Progreso |  |
|                         | Cardona 23' · Guzmán 69' · Isaula 84' · Tejeda 90+3' | Reporte | Melgares 29' · Arzú 53' · Clark 72' |                                  |  |

| 20 de noviembre de 2014 | Platense    | 1:2     | Motagua                  | Excelsior, Puerto Cortés |  |
|                         | Aguilar 13' | Reporte | Figueroa 25' · Gómez 44' |                          |  |

| 23 de noviembre de 2014 | Motagua          | 2:1     | Platense    | Estadio Nacional, Tegucigalpa |                               |
|                         | Castillo 75' 90' | Reporte | de León 34' | Árbitro(s): Orlando Hernández | Árbitro(s): Orlando Hernández |

#### Semifinales
| 30 de noviembre de 2014 | Real Sociedad             | 2:0     | Real España | Francisco Martínez Durón, Tocoa |  |
|                         | Tobías 60' · Martínez 75' | Reporte |             |                                 |  |

| 6 de diciembre de 2014                                | Real España   | 1:0     | Real Sociedad | Francisco Morazán, San Pedro Sula |  |
|                                                       | Gutiérrez 34' | Reporte |               |                                   |  |
| Real Sociedad avanza a la final con un global de 2:1. |               |         |               |                                   |  |

| 30 de noviembre de 2014 | Motagua    | 1:0     | Olimpia | Estadio Nacional, Tegucigalpa |  |
|                         | Discua 21' | Reporte |         |                               |  |

| 7 de diciembre de 2014                          | Olimpia    | 1:1     | Motagua    | Estadio Nacional, Tegucigalpa |  |
|                                                 | Quioto 38' | Reporte | Discua 62' |                               |  |
| Motagua avanza a la final con un global de 2:1. |            |         |            |                               |  |

#### Final
| 1     | POR   | Sandro Cárcamo      |     |
| 3     | DEF   | Robbie Matute       |     |
| 4     | DEF   | Dilmer Gutiérrez    |     |
| 6     | DEF   | José Barralaga      |     |
| 18    | DEF   | Henry Clark         |     |
| 19    | DEF   | José Tobías         |     |
| 20    | MED   | Elkin González      | 62' |
| 17    | MED   | Osman Melgares      |     |
| 8     | MED   | Juan Manuel Munguía | 53' |
| 16    | DEL   | Rubén Licona        |     |
| 11    | DEL   | Rony Martínez       | 74' |
| D. T. | D. T. | Horacio Londoño     |     |

| 1     | POR   | Marlon Licona     |     |
| 2     | DEF   | Juan Pablo Montes |     |
| 3     | DEF   | Henry Figueroa    |     |
| 4     | DEF   | Júnior Izaguirre  |     |
| 18    | DEF   | Wilmer Crisanto   | 64' |
| 24    | DEF   | Omar Elvir        | 53' |
| 23    | MED   | Deybi Flores      |     |
| 14    | MED   | Irvin Reyna       |     |
| 7     | MED   | Carlos Discua     | 88' |
| 9     | DEL   | Rubilio Castillo  |     |
| 11    | DEL   | Lucas Gómez       |     |
| D. T. | D. T. | Diego Vásquez     |     |

| 10 | Centrocampista | César Zelaya   | 70' |
| 7  | Delantero      | Henry Martínez | 13' |

| 19 | Defensa        | César Oseguera | 53' |
| 6  | Centrocampista | Marvin Barrios | 64' |
| 34 | Delantero      | Kevin López    | 88' |

| Principal | Óscar Moncada |

| 1     | POR   | Sandro Cárcamo      |     |
| 3     | DEF   | Robbie Matute       |     |
| 4     | DEF   | Dilmer Gutiérrez    |     |
| 6     | DEF   | José Barralaga      |     |
| 18    | DEF   | Henry Clark         |     |
| 19    | DEF   | José Tobías         |     |
| 20    | MED   | Elkin González      | 62' |
| 17    | MED   | Osman Melgares      |     |
| 8     | MED   | Juan Manuel Munguía | 53' |
| 16    | DEL   | Rubén Licona        |     |
| 11    | DEL   | Rony Martínez       | 74' |
| D. T. | D. T. | Horacio Londoño     |     |

| 1     | POR   | Marlon Licona     |     |
| 2     | DEF   | Juan Pablo Montes |     |
| 3     | DEF   | Henry Figueroa    |     |
| 4     | DEF   | Júnior Izaguirre  |     |
| 18    | DEF   | Wilmer Crisanto   | 64' |
| 24    | DEF   | Omar Elvir        | 53' |
| 23    | MED   | Deybi Flores      |     |
| 14    | MED   | Irvin Reyna       |     |
| 7     | MED   | Carlos Discua     | 88' |
| 9     | DEL   | Rubilio Castillo  |     |
| 11    | DEL   | Lucas Gómez       |     |
| D. T. | D. T. | Diego Vásquez     |     |

| 10 | Centrocampista | César Zelaya   | 70' |
| 7  | Delantero      | Henry Martínez | 13' |

| 19 | Defensa        | César Oseguera | 53' |
| 6  | Centrocampista | Marvin Barrios | 64' |
| 34 | Delantero      | Kevin López    | 88' |

| Principal | Óscar Moncada |

| 1     | POR   | Sandro Cárcamo      |     |
| 3     | DEF   | Robbie Matute       |     |
| 4     | DEF   | Dilmer Gutiérrez    |     |
| 6     | DEF   | José Barralaga      |     |
| 18    | DEF   | Henry Clark         |     |
| 19    | DEF   | José Tobías         |     |
| 20    | MED   | Elkin González      | 62' |
| 17    | MED   | Osman Melgares      |     |
| 8     | MED   | Juan Manuel Munguía | 53' |
| 16    | DEL   | Rubén Licona        |     |
| 11    | DEL   | Rony Martínez       | 74' |
| D. T. | D. T. | Horacio Londoño     |     |

| 1     | POR   | Marlon Licona     |     |
| 2     | DEF   | Juan Pablo Montes |     |
| 3     | DEF   | Henry Figueroa    |     |
| 4     | DEF   | Júnior Izaguirre  |     |
| 18    | DEF   | Wilmer Crisanto   | 64' |
| 24    | DEF   | Omar Elvir        | 53' |
| 23    | MED   | Deybi Flores      |     |
| 14    | MED   | Irvin Reyna       |     |
| 7     | MED   | Carlos Discua     | 88' |
| 9     | DEL   | Rubilio Castillo  |     |
| 11    | DEL   | Lucas Gómez       |     |
| D. T. | D. T. | Diego Vásquez     |     |

| 10 | Centrocampista | César Zelaya   | 70' |
| 7  | Delantero      | Henry Martínez | 13' |

| 19 | Defensa        | César Oseguera | 53' |
| 6  | Centrocampista | Marvin Barrios | 64' |
| 34 | Delantero      | Kevin López    | 88' |

| Principal | Óscar Moncada |

| 1     | POR   | Sandro Cárcamo      |     |
| 3     | DEF   | Robbie Matute       |     |
| 4     | DEF   | Dilmer Gutiérrez    |     |
| 6     | DEF   | José Barralaga      |     |
| 18    | DEF   | Henry Clark         |     |
| 19    | DEF   | José Tobías         |     |
| 20    | MED   | Elkin González      | 62' |
| 17    | MED   | Osman Melgares      |     |
| 8     | MED   | Juan Manuel Munguía | 53' |
| 16    | DEL   | Rubén Licona        |     |
| 11    | DEL   | Rony Martínez       | 74' |
| D. T. | D. T. | Horacio Londoño     |     |

| 1     | POR   | Marlon Licona     |     |
| 2     | DEF   | Juan Pablo Montes |     |
| 3     | DEF   | Henry Figueroa    |     |
| 4     | DEF   | Júnior Izaguirre  |     |
| 18    | DEF   | Wilmer Crisanto   | 64' |
| 24    | DEF   | Omar Elvir        | 53' |
| 23    | MED   | Deybi Flores      |     |
| 14    | MED   | Irvin Reyna       |     |
| 7     | MED   | Carlos Discua     | 88' |
| 9     | DEL   | Rubilio Castillo  |     |
| 11    | DEL   | Lucas Gómez       |     |
| D. T. | D. T. | Diego Vásquez     |     |

| 10 | Centrocampista | César Zelaya   | 70' |
| 7  | Delantero      | Henry Martínez | 13' |

| 19 | Defensa        | César Oseguera | 53' |
| 6  | Centrocampista | Marvin Barrios | 64' |
| 34 | Delantero      | Kevin López    | 88' |

| Principal | Óscar Moncada |

| 1     | POR   | Marlon Licona     |     |
| 2     | DEF   | Juan Pablo Montes |     |
| 3     | DEF   | Henry Figueroa    |     |
| 4     | DEF   | Júnior Izaguirre  |     |
| 18    | DEF   | Wilmer Crisanto   | 88' |
| 24    | DEF   | Omar Elvir        | 63' |
| 23    | MED   | Deybi Flores      |     |
| 14    | MED   | Irvin Reyna       |     |
| 7     | MED   | Carlos Discua     | 76' |
| 9     | DEL   | Rubilio Castillo  |     |
| 11    | DEL   | Lucas Gómez       |     |
| D. T. | D. T. | Diego Vásquez     |     |

| 1     | POR   | Sandro Cárcamo      |     |
| 3     | DEF   | Robbie Matute       |     |
| 4     | DEF   | Dilmer Gutiérrez    |     |
| 6     | DEF   | José Barralaga      |     |
| 18    | DEF   | Henry Clark         |     |
| 19    | MED   | José Tobías         |     |
| 20    | MED   | Elkin González      | 62' |
| 17    | MED   | Osman Melgares      |     |
| 8     | DEL   | Juan Manuel Munguía | 53' |
| 16    | DEL   | Rubén Licona        |     |
| 7     | DEL   | Henry Martínez      | 74' |
| D. T. | D. T. | Horacio Londoño     |     |

| 19 | Defensa        | César Oseguera  | 63' |
| 34 | Delantero      | Kevin López     | 76' |
| 6  | Centrocampista | Ricardo Barrios | 88' |

| 31 | Centrocampista | Pablo Arzú     | 53' |
| 22 | Centrocampista | Clayvin Zúñiga | 62' |
| 10 | Centrocampista | César Zelaya   | 74' |

| 19' · 44' | Carlos Discua Juan Pablo Montes | 1:0 2:1 |

| 35' | Juan Manuel Munguía | 1:1 |

| Principal | Armando Castro |

| 1     | POR   | Marlon Licona     |     |
| 2     | DEF   | Juan Pablo Montes |     |
| 3     | DEF   | Henry Figueroa    |     |
| 4     | DEF   | Júnior Izaguirre  |     |
| 18    | DEF   | Wilmer Crisanto   | 88' |
| 24    | DEF   | Omar Elvir        | 63' |
| 23    | MED   | Deybi Flores      |     |
| 14    | MED   | Irvin Reyna       |     |
| 7     | MED   | Carlos Discua     | 76' |
| 9     | DEL   | Rubilio Castillo  |     |
| 11    | DEL   | Lucas Gómez       |     |
| D. T. | D. T. | Diego Vásquez     |     |

| 1     | POR   | Sandro Cárcamo      |     |
| 3     | DEF   | Robbie Matute       |     |
| 4     | DEF   | Dilmer Gutiérrez    |     |
| 6     | DEF   | José Barralaga      |     |
| 18    | DEF   | Henry Clark         |     |
| 19    | MED   | José Tobías         |     |
| 20    | MED   | Elkin González      | 62' |
| 17    | MED   | Osman Melgares      |     |
| 8     | DEL   | Juan Manuel Munguía | 53' |
| 16    | DEL   | Rubén Licona        |     |
| 7     | DEL   | Henry Martínez      | 74' |
| D. T. | D. T. | Horacio Londoño     |     |

| 19 | Defensa        | César Oseguera  | 63' |
| 34 | Delantero      | Kevin López     | 76' |
| 6  | Centrocampista | Ricardo Barrios | 88' |

| 31 | Centrocampista | Pablo Arzú     | 53' |
| 22 | Centrocampista | Clayvin Zúñiga | 62' |
| 10 | Centrocampista | César Zelaya   | 74' |

| 19' · 44' | Carlos Discua Juan Pablo Montes | 1:0 2:1 |

| 35' | Juan Manuel Munguía | 1:1 |

| Principal | Armando Castro |

| 1     | POR   | Marlon Licona     |     |
| 2     | DEF   | Juan Pablo Montes |     |
| 3     | DEF   | Henry Figueroa    |     |
| 4     | DEF   | Júnior Izaguirre  |     |
| 18    | DEF   | Wilmer Crisanto   | 88' |
| 24    | DEF   | Omar Elvir        | 63' |
| 23    | MED   | Deybi Flores      |     |
| 14    | MED   | Irvin Reyna       |     |
| 7     | MED   | Carlos Discua     | 76' |
| 9     | DEL   | Rubilio Castillo  |     |
| 11    | DEL   | Lucas Gómez       |     |
| D. T. | D. T. | Diego Vásquez     |     |

| 1     | POR   | Sandro Cárcamo      |     |
| 3     | DEF   | Robbie Matute       |     |
| 4     | DEF   | Dilmer Gutiérrez    |     |
| 6     | DEF   | José Barralaga      |     |
| 18    | DEF   | Henry Clark         |     |
| 19    | MED   | José Tobías         |     |
| 20    | MED   | Elkin González      | 62' |
| 17    | MED   | Osman Melgares      |     |
| 8     | DEL   | Juan Manuel Munguía | 53' |
| 16    | DEL   | Rubén Licona        |     |
| 7     | DEL   | Henry Martínez      | 74' |
| D. T. | D. T. | Horacio Londoño     |     |

| 19 | Defensa        | César Oseguera  | 63' |
| 34 | Delantero      | Kevin López     | 76' |
| 6  | Centrocampista | Ricardo Barrios | 88' |

| 31 | Centrocampista | Pablo Arzú     | 53' |
| 22 | Centrocampista | Clayvin Zúñiga | 62' |
| 10 | Centrocampista | César Zelaya   | 74' |

| 19' · 44' | Carlos Discua Juan Pablo Montes | 1:0 2:1 |

| 35' | Juan Manuel Munguía | 1:1 |

| Principal | Armando Castro |

| 1     | POR   | Marlon Licona     |     |
| 2     | DEF   | Juan Pablo Montes |     |
| 3     | DEF   | Henry Figueroa    |     |
| 4     | DEF   | Júnior Izaguirre  |     |
| 18    | DEF   | Wilmer Crisanto   | 88' |
| 24    | DEF   | Omar Elvir        | 63' |
| 23    | MED   | Deybi Flores      |     |
| 14    | MED   | Irvin Reyna       |     |
| 7     | MED   | Carlos Discua     | 76' |
| 9     | DEL   | Rubilio Castillo  |     |
| 11    | DEL   | Lucas Gómez       |     |
| D. T. | D. T. | Diego Vásquez     |     |

| 1     | POR   | Sandro Cárcamo      |     |
| 3     | DEF   | Robbie Matute       |     |
| 4     | DEF   | Dilmer Gutiérrez    |     |
| 6     | DEF   | José Barralaga      |     |
| 18    | DEF   | Henry Clark         |     |
| 19    | MED   | José Tobías         |     |
| 20    | MED   | Elkin González      | 62' |
| 17    | MED   | Osman Melgares      |     |
| 8     | DEL   | Juan Manuel Munguía | 53' |
| 16    | DEL   | Rubén Licona        |     |
| 7     | DEL   | Henry Martínez      | 74' |
| D. T. | D. T. | Horacio Londoño     |     |

| 19 | Defensa        | César Oseguera  | 63' |
| 34 | Delantero      | Kevin López     | 76' |
| 6  | Centrocampista | Ricardo Barrios | 88' |

| 31 | Centrocampista | Pablo Arzú     | 53' |
| 22 | Centrocampista | Clayvin Zúñiga | 62' |
| 10 | Centrocampista | César Zelaya   | 74' |

| 19' · 44' | Carlos Discua Juan Pablo Montes | 1:0 2:1 |

| 35' | Juan Manuel Munguía | 1:1 |

| Principal | Armando Castro |

|                            |
| Campeón Motagua 13° título |

## Estadísticas

### Tabla de Goleadores
| Eddie Hernández                                | Vida              | 14 |
| Ángel Tejeda                                   | Honduras Progreso | 10 |
| Juan Josué Rodríguez                           | Parrillas One     | 9  |
| Iván Ricardo López                             | Parrillas One     | 9  |
| Romell Quioto                                  | Olimpia           | 8  |
| Bryan Róchez                                   | Real España       | 8  |
| Rubilio Castillo                               | Motagua           | 8  |
| Julio César de León                            | Platense          | 7  |
| Lucas Gómez                                    | Motagua           | 7  |
| Juan José Ocampo                               | Honduras Progreso | 7  |
| Diego Reyes Sandoval                           | Marathón          | 7  |
| Claudio Cardozo                                | Real España       | 7  |
| Anthony Lozano                                 | Olimpia           | 7  |
| Melvin Valladares                              | Victoria          | 6  |
| Mario Abadía                                   | Platense          | 6  |
| Carlos Discua                                  | Motagua           | 5  |
| Erick Andino                                   | Victoria          | 5  |
| Alberth Elis                                   | Olimpia           | 5  |
| Rony Martínez                                  | Real Sociedad     | 5  |
| Osman Leonel Melgares                          | Real Sociedad     | 5  |
| Última actualización: 23 de noviembre de 2014. |                   |    |

### Clasificados a torneos internacionales
| Clasificado como | Concacaf Liga Campeones 2015-16 |
| ---------------- | ------------------------------- |
| Motagua          | Campeón Torneo Apertura 2014    |
| Honduras 2       | Campeón Torneo Clausura 2015    |